# 北原佐和子
北原 佐和子（きたはら さわこ、1964年3月19日 - ）は、日本の女優、元歌手である。本名は同じ。
埼玉県入間郡福岡町（のち上福岡市、現：ふじみ野市）出身。デビュー時の所属事務所はオスカープロモーション、現在はプレシャスライフ オフィスSawako。朗読会主催はプレシャスライフ 心の朗読会。芸能活動のかたわらでホームヘルパー2級、介護福祉士、ケアマネジャー、准看護師の資格を取得し、介護士、准看護師としても現場で働いている。

## 来歴
読者モデルとして掲載された『mcシスター』（婦人画報社）を見たオスカープロモーションのマネージャーによってスカウトされ、美少女モデルを務める。
高校在学中の1981年にミス・ヤングジャンプに選ばれ、グラビアデビューと共に本格的に芸能活動を始める。
同じ事務所の所属であった真鍋ちえみ、三井比佐子とともに、1981年にアイドルユニット「パンジー」を結成。自身の18歳の誕生日である1982年3月19日にシングル「マイ・ボーイフレンド」で歌手としてソロデビューすると、1985年にかけてシングル10作品、アルバム6作品をリリースした。
1982年に数多くの人気アイドルがデビューした、俗にいう「花の82年組」の1人であり、当時のキャッチフレーズは「さわやか恋人一年生」。
のちに女優へと転身すると、なで肩で首が長くて小顔なためカツラと着物が似合うこともあって時代劇で重用された。また、2000年代に川上麻衣子や神保悟志とともに、東海テレビ制作の昼ドラに常連出演した（『牡丹と薔薇』など）。
障害者との交流をきっかけに20代のころより介護やボランティアに関心をもち、2007年にホームヘルパー2級の資格を取得すると、芸能活動のかたわらで2008年より介護士として東京都内の施設で介護実務に携わる。2014年には介護福祉士の国家資格を取得。同年12月には、介護現場での自らの体験をもとに書籍『女優が実践した介護が変わる魔法の声かけ』を執筆。「介護はじめの一歩」と題して講演活動を行っている。
またボランティア活動として、2011年よりワンライフプロジェクト東京支部代表としてワンライフプロジェクト『たったひとつの命だから』の朗読会を各地で開催。2013年には新たに自ら代表を務めるボランティア団体「プレシャスライフ 心の朗読会」を立ち上げて、「いのちと心の朗読会」を各地の小中学校や病院などで開催している。
介護と女優のダブルワークを続けるかたわらで、2016年にはケアマネジャー資格を取得。さらに、医師や看護師が話すことを理解できるようになりたいとして准看護師を目指して事業所での仕事を一時中断し准看護学校に通い、准看護師試験に合格して2020年3月に卒業、翌4月より看護師として勤務を開始した。2024年現在は、都内の認知症専門病院で週4日ほど勤務している。
2020年12月、自身のYouTubeで「さわちゃんねる【北原佐和子】」を開設した。

## 人物
- 趣味（デビュー当時）：高校野球の観戦[注 1]
- 趣味：乗馬[4]、陶芸、登山、映画鑑賞、ドライブ
- 特技：日舞、三味線[4]、陶芸、ソフトボール
- 上記の日舞、三味線、乗馬を始めたきっかけは、20代半ばのころに芸能活動をするうえで将来に不安を感じ、「空いた時間を使って何か習ってみよう」と思ったことから[4]。
- 右目尻の下に泣きぼくろがあり、デビュー当時からのチャームポイントになっている。
- ソロ歌手として当初、1982年3月25日にデビューする予定だったが、北原の誕生日である3月19日に前倒しされた[5]。
- デビューわずか1ヶ月当時、CMオファー26社という驚異的な数字を記録[5]。
- レコードデビュー時にはレコード会社19社がオファーを出し、1億円という高額契約になった[20]。
- 東京赤坂の日枝神社を信仰していて、たびたび参拝に訪れている。
- 24歳の時、友達の紹介で知り合った男性と結婚したが、30歳の時に離婚[5]。現在は独身である。
- 舞台『水戸黄門』で初めて舞台作品を経験したが、これがきっかけで胃潰瘍になり、40代前半まで症状が続いたという[4]。
- 27歳の時、自らの意志でヌード写真集を発表している[注 2]。

## エピソード

### 子供時代
子供の頃から親に「将来は看護師か教育者か警察官を選びなさい」と言われて育てられた。年子の妹がおり、当時は親戚が集まると、妹は陽気で皆の前で歌ったり踊ったりしたの対し、本人は親の後ろに隠れるとても内気な性格だった。思春期を迎えた頃、毎日決まった時間に起きて同じ時間に通学する生活に疑問を感じ始めた。変化を求めて雑誌の読者コーナーに自分の写真を送ったところ、月刊誌『mcシスター』に1ページ分を使って大きく掲載された。
当時新参のモデル事務所だったオスカープロモーションから声がかかり、3か月ほどモデルのレッスンを受けた。ある日、友達とたまたま遊びに行った男子校の学園祭で行われたコンテストに誘われるまま参加。同コンテストでミス・ヤングジャンプに選ばれたのを機に、モデルの仕事や色々なオーディションの話が舞い込んだ。

### 芸能界の新人時代
モデル活動当時は私立の女子高に通っており、事務所に「学校が厳しいので水着の仕事はやれない」と伝えていたため、水着撮影をNGにしていた。ある日銀行のキャンペーンモデルに選ばれ、ハワイでのポスター撮影のため空港に訪れた。するとマネジャーから突然、「今回は水着の仕事だから」と告げられて断りきれず撮影した。帰国後、等身大の水着ポスターが銀行に貼られると学校に知られて“学校か、仕事か”と選択を迫られた。これにより高校3年生の時に公立の定時制高校に転校し、以後水着の仕事もするようになった。
アイドル歌手時代（1982年頃）は事務所の管理が厳しく、性別関係なく他のアイドルなどと極力接点を持たないよう北原のマネジャーにガードされていた。また、同期アイドルたちより2学年ほど年上だったため、彼女たちと距離を感じていたという。
当時は歌番組に力を持つ他のアイドル事務所の歌手で出演枠が埋まり、新参のモデル事務所だったオスカーは北原の売出しに苦労したという。このためレコードを出すたびに北原は週末に全国のレコード店をコツコツ回ってサイン会を開いたり、駅の地下街やデパートの屋上などの簡易ステージで歌った。デビューから3年ほどアイドルとして活動したが歌手を辞めることを決意し、自らレコード会社に挨拶に出向いて歌手活動を終えた。
遡って1983年の月曜ワイド劇場枠の2時間ドラマ『女子少年院』（テレビ朝日系）に不良役で出演。乱闘シーンでは先頭を切って喧嘩するなどそれまでより懸命に役作りをしたことから、本作は女優転向のきっかけとなった。

### 介護職を始めたきっかけ
ある雨の日、車を運転中に体にマヒのある男性がタクシーを探しているのを見かけて彼の前で停車した。勇気を出して「よろしかったらどうぞ乗ってください」と声をかけて彼の自宅近くまで送った。このとき、「困っている人がいたら自然と力になれる自分になりたい。見て見ぬふりはしたくない」と思い始めた。
その後40代のころ実際に行動へ移すことを決意し、41歳ごろからホームヘルパー2級、介護福祉士、ケアマネジャーの資格をそれぞれ取得するようになった。その後在宅診療にも同行したが、医師と看護師の会話は専門性が高すぎて理解できず、もどかしく思うと同時に介護医療分野にもっと関わりたいと思うようになった。北原の悩む様子に気づいた医師から看護学校で学ぶことを勧められたことが、その後准看護師の資格取得につながった。

## 出演

### テレビドラマ
- 先生は一年生（1982年、日本テレビ）＜デビュー作＞※パンジーの一員として役柄以外での出演
- 女かじき特急便（1982年、日本テレビ）
- あっけらかん（1982年、日本テレビ）
- 月曜ワイド劇場「女子少年院」（1983年、ANB）
- 大江戸捜査網（TX・Gカンパニー）
  - 第619話「姫が消えた非情の囮作戦」（1983年） - 綾姫　※松方弘樹版
  - 第692話「娘スリ深川慕情」（1991年）※橋爪淳版
  - 第703話「じゃじゃ馬勘当娘、涙の恩返し」（1992年）※橋爪淳版
- 月曜ドラマランド（CX）
  - 「ぐうたらママ」（1983年-1985年）
  - 「ザ・サムライ」（1986年）
- 暴れん坊将軍シリーズ（ANB・東映）
  - 暴れん坊将軍II
    - 第47話「天下御免のじゃじゃ馬馴らし」（1984年） - お染 役
    - 第171話「謀叛人の娘」（1986年） - おみわ 役

  - 暴れん坊将軍III
    - 第39話「吉宗が怒った役人天国!」（1988年） - おたみ 役
    - 第75話「痛快！天下を正す目安箱」（1989年） - お紺 役
    - 第101話「新之助が愛した女」（1990年） - 喜和 役

  - 暴れん坊将軍V 第15話「めおと春秋、涙に夢灯り」（1993年） - 沢井志保 役
  - 暴れん坊将軍VI 第2話「若殿新さんいじめられる!」（1994年） - よし乃 役
  - 暴れん坊将軍VII 第12話「仇討ち心中、盗まれた砂金」（1996年） - おきく 役
  - 暴れん坊将軍XI 第11話「徳田新之助殺人事件!!」（2001年） - 小夏 役
- 銭形平次 第882話「十手が泣いている」（1984年、CX・東映） - おそで 役
- 風の中のあいつ　（1984年、日本テレビ）
- ビートたけしの学問ノススメ（1984年、TBS）
- 私鉄沿線97分署（1985年、ANB・国際放映） - 清水あゆみ 役
- 新鋭ドラマシリーズ「おもちゃのチンピラ」（1985年3月17日、TBS） - 三井ちえみ 役
- スケバン刑事 第6話「アイドルを狙え!」（1985年、CX・東映） - 泉ゆかり 役
- 影の軍団IV 第26話「消えた十三人の水夫」（1985年、KTV・東映） - お浜 役
- お坊っチャマにはわかるまい!　（1986年、TBS）
- 太陽にほえろ! 第711話「ジョーズ刑事の華麗な復活」（1986年、NTV・東宝） - 石沢友美 役
- 水戸黄門（TBS・C.A.L）
  - 第16部 第16話「おとぼけ駕籠屋幽霊騒動 -鳥取-」（1986年8月11日） - 千加 役
  - 第18部 第15話「女意気地の博多織 -博多-」（1988年12月19日） - お絹 役
  - 第19部 第17話「輪島塗りに潜む罠 -輪島-」（1990年1月22日） - おつた 役
  - 第20部
    - 第10話「悪を裁いた仇討ち芝居 -姫路-」（1991年1月14日） - お絹 役
    - 第47話「嘘を承知の偽黄門 -日光-」（1991年9月30日） - おゆき 役

  - 第21部 第7話「目ざす敵は瓜二つ -津和野-」（1992年5月18日） - お夏 役
  - 第22部
    - 第14話「悪を懲らした姫だるま -松山-」（1993年8月16日） - おけい 役
    - 第25話「夢の中で若旦那 -鳥取-」（1993年11月1日） - おりん 役

  - 第23部
    - 第20話「悪を糺した神楽面 -浜田-」（1994年12月19日） - おりん 役
    - 第33話「京の都の恋友禅 -京-」（1995年3月27日） - お美津 役

  - 第24部 第25話「天下の名医は敵持ち -松本-」（1996年3月11日） - 萩尾千登世 役
  - 第26部 第19話「狐が狙った温泉小町 -玉造-」（1998年6月22日） - 妙 役
  - 第29部 第21話「許せ! 妻よ、友よ」(2001年８月２０日)　静役
  - 第32部 第7話「臆病風を吹っ飛ばせ! -高岡-」（2003年9月8日） - 由里 役
  - 第34部 第2話「忠義貫き北国に春」(2005年２月14日)　ゆきよ役
  - 第37部 第17話「育ての母、涙の決心 -一関-」（2007年7月30日） - お久 役
- 水曜ドラマスペシャル「放浪」（1986年、TBS）
- 風雲江戸城 怒涛の将軍徳川家光（1987年、TX・東映） - おたえ 役
- 若大将天下ご免!　第12話「命を上げよう、妹よ!」（1987年、ANB・東映） - 園 役
- 火曜サスペンス劇場 （NTV）
  - 「産婦人科病院から消えた女」（1987年）
  - 弁護士・高林鮎子4 「信州飯田線殺意の天竜峡」（1988年） - 伊藤純子 役
  - フルムーン旅情ミステリー「遠い記憶」（1991年） - 良美 役
  - 犯罪心理分析官1 「男が父親として命を懸ける時－連続幼女殺人事件」（1994年）
  - おかしな夫婦3 「私を裏切った娘でも娘は娘、母の偏執愛が雪の阿賀野川に燃える」（1997年） - 智代 役
  - 軽井沢ミステリー4「娘よ」（2003年）
  - 刑事・鬼貫八郎18「真夜中の乗客」（2005年） - 深澤美和子 役
- 大都会25時 第20話「消えた夏の花嫁」（1987年、ANB・東映）
- 大岡越前（TBS・C.A.L）
  - 第10部 第3話「巷の噂を買う女」（1988年3月14日） - 八重 役
  - 第11部 第7話「将軍様とふかし藷」（1990年6月4日） - おくみ 役
  - 第12部 第18話「千両富は誰のもの!?」（1992年2月17日） - おいと 役
  - 第14部 第21話「嘘で守った妻の恥」（1996年11月11日） - 久美 役
- はぐれ刑事純情派（ANB・東映）
  - 第1シリーズ 第15話「美人銀行員の完全犯罪」（1988年7月13日） - 児島めぐみ
  - 第3シリーズ 第17話「京都殺人風景の女・形見の拳銃」（1990年7月25日） - 砂田夕子
  - 第4シリーズ 第13話「偽りのモンタージュ　美人ハナコ族の犯罪」（1991年6月26日）
  - 第5シリーズ 第1話「沖縄〜宮古島、青い珊瑚礁の誘惑! 企業舎弟に狙われた女」（1992年4月8日）
  - 第6シリーズ 第6話「親切ドロにあった女美容師」（1993年5月12日）
  - 第7シリーズ 第20話「襲われたバスガイド・偽りの証言」（1994年8月12日） - 細谷葉子 役
  - 第10シリーズ 第16話「結婚サギ! 素顔を消した女」（1997年7月16日）
  - 第14シリーズ 第13話「山手中央署に新メンバー登場! 移動する血痕の謎!?」（2001年6月27日） - 中津ゆり子
- 三匹が斬る! シリーズ（ANB・東映）
  - 続・三匹が斬る! 第10話「浜千鳥、幻の父恋しオルゴール」（1989年）
  - 続続・三匹が斬る! 第7話「まぼろしの、父が恋しい夢芝居」（1990年） - おゆき
  - また又・三匹が斬る! 第7話「妖怪見たか？丑の刻参りの女」（1991年） - お菊 役
  - 新・三匹が斬る! 第14話「金儲けの、イロハ指南に賭けた首」（1992年） - 雪江 役
- 坂本龍馬（1989年、TBS）
- 翔んでる!平賀源内　第12話「天下一品南蛮揚げ」（1989年、TBS・C.A.L）
- 長七郎江戸日記 第2シリーズ 最終話「最後の挑戦・さらば長七郎」（1989年9月26日、NTV） - 茜
- 京一輪（1989年、YTV)
- 八百八町夢日記（日本テレビ・ユニオン映画）
  - 第1シリーズ 第19話「涙雨、おんな暦」（1990年） - 八重 役
  - 第1シリーズ 第34話「参上! 女目付」（1990年） - 片倉ひづる 役
  - 第2シリーズ 第5話「男泣き、別れ町」（1991年） - 高島りつ 役
  - 第2シリーズ 第30話「殿様は盗っ人上り」（1992年） - 美保の方 役
- 女ねずみ小僧 第6話「眠れぬ江戸の美女」（1989年、CX・C.A.L） - おけい
- 妻たちの劇場「泣きっ面に姑」 (1990年、CX)
- 銭形平次 ※北大路欣也版（CX・東映）
  - 第1シリーズ 第6話「おとぎ話の殺人」（1991年） - 織江 役
  - 第2シリーズ 第2話「夢の中の殺人」（1992年） - おふじ 役
  - 第3シリーズ 第17話「赤い櫛」（1993年） - おさよ 役
  - 第6シリーズ 第1話「呪いの花嫁井戸」（1997年） - おみわ 役
- さすらい刑事旅情編シリーズ（テレビ朝日・東映）
  - 第4シリーズ 第13話「深夜の密会・刑事を愛した悪女」（1992年1月15日） - 神谷史子 役
  - 第5シリーズ 第1話「SL貴婦人号で待つ女・白狐面の殺意」（1992年10月14日）
  - 第6シリーズ 第6話「寝台特急エルム・結婚詐欺の女」（1993年11月24日）
  - 第7シリーズ 第10話「故郷の駅に佇む女・馬の折り紙」（1994年12月14日） - 安井久子 役
- 月曜ドラマスペシャル （TBS）
  - 北大路欣也 芸能生活35周年記念「忠治旅日記　激烈! 青年国定忠治」（1992年2月24日） - おしの 役
  - 一色京太郎事件ノート(3)「京都鞍馬貴船川殺人事件」（1996年） - 芸妓の八重鈴 役
  - 監察医 薮野善次郎(5)「死体は知っている 錦帯橋の町岩国の美人医師を襲う謎の事件」（1998年）
- あばれ八州御用旅 第2シリーズ 第1話「帰ってきた白頭巾! 仇討 人情に泣く女」（1992年、TX・ユニオン映画） - 桂木綾 役
- 喧嘩屋右近 （TX）
  - 第1シリーズ 第12話「迷い姫、危機一髪」（1992年）
  - 第3シリーズ 第5話「ダメな亭主も預かります」（1994年）
- 名奉行 遠山の金さん（ANB・東映）※ 松方弘樹版
  - 第4シリーズ 第8話「素浪人 最後の勝負」（1992年1月16日） - お菊 役
  - 第5シリーズ 第8話「白い肌に溺れた与力」（1993年5月20日） - お涼 役
  - 第6シリーズ 第2話「堅ぶつ侍と不良母」（1994年6月23日） - 美鈴 役
  - 第7シリーズ 第13話「江戸の復顔術 姉と妹の手毬唄」（1996年1月18日） - 平岡綾 役
  - 遠山の金さんVS女ねずみ 第6話「ニセ小判!蟻が暴く殺人手口」（1997年）
- 徳川無頼帳 第6話「花吹雪、吉原心中」（1992年、TX）
- 愛しの刑事 第3話（1992年、ANB・石原プロ） - 奥谷けいこ 役/奥谷聡子 役（二役）
- 必殺仕事人・激突! 第11話「主水、阿片戦争に気をもむ」（1992年、ABC・松竹） - 弥生 役
- 闇を斬る!大江戸犯科帳 第2話「君よ怒りの剣を取れ!」（1993年、日本テレビ・ユニオン映画） - しのぶ 役
- 映画みたいな恋したい「飲んだら女に手を出すな!」（1993年、TX）
- 新空港物語 第7話「旅券を破った女! 殺意の南米行き最終便」(1994年、ANB) - 児島直美
- 江戸を斬るVIII 第4話「恋人を殺された女」（1994年、TBS / C.A.L） - おくみ 役
- 金曜エンタテイメント  （CX）
  - 山村美紗サスペンス 赤い霊柩車シリーズ 3　「消えた配偶者」（1994年） - 中村雅美 役
  - おふくろシリーズ12「おふくろの挑戦 陸上ランナーの息子を襲った突然の事故」（1996年）
  - 山村美紗サスペンス ニュースキャスター沢木麻沙子(1) 「京都・出雲殺人事件 美女たちの危険な同窓会」（1998年） - 相川千恵 役
  - おだまりコンビ2「芸能界 殺しのシナリオ」（2000年） - ルイ子のママ 役
  - 山村美紗サスペンス 京都祇園芸妓シリーズ(7)「月下美人殺人事件」（2000年） - 石田玲子 役
  - 「牡丹と薔薇 完結版」（2004年）
  - 「おかしな二人 伊豆・天城越えオネエ旅〜女郎蜘蛛伝説殺人事件〜」（2005年）
- 殿さま風来坊隠れ旅 第4話「日本一の殿様宣言」（1994年、ANB）
- 静かなるドン 第2話「新鮮組三代目総長の初仕事」（1994年、NTV）
- 水戸黄門外伝 かげろう忍法帖 第11話「非情の試し撃ち」（1995年、TBS） - お園 役
- 御家人斬九郎 第1シリーズ 第5話「入牢志願」（1995年、CX・映像京都）
- 東海テレビ制作昼の帯ドラマ（THK）
  - 幸福の予感（1996年） - 浜田秋子 役
  - はるちゃん 第4シリーズ（2000年） - 安田悦美 役
  - 牡丹と薔薇（2004年） - 野島富貴子 役
  - 愛讐のロメラ（2008年） - 小暮恵 役
  - 赤い糸の女（2012年） - 志村不二子 役
  - 天国の恋（2013年） - 江上彩子 役
- 大江戸弁護人 走る!（1996年、ANB・東映）
- 鬼平犯科帳（CX・松竹）
  - 第7シリーズ 第8話「泣き味噌屋」（1997年） - さと 役
  - 鬼平犯科帳スペシャル 高萩の捨五郎 （2010年） - お兼 役
- 徳川の女（1997年、TX） - 侍女 役
- 家政婦は見た! 第7話「人気作家の豪邸に妖しい幽霊…」（1997年、ANB・大映テレビ） - 新貝知世
- 世にも奇妙な物語'97春の特別編「史上最強の転校生」（1997年、CX） - 太田咲子（安達祐実）の母役
- 金田一耕助シリーズ「悪魔の仮面」（1998年、TBS・東阪企画） - 仁礼可南子 役
- 痛快!三匹のご隠居 第6話「狙われた三万石! 虎の威を借る狐狩り」（1999年、ANB・東映） - お吟の方
- ミッドナイトドリー 稲川淳二の恐怖物語(4)特別篇「てるてる坊主」（1999年、YTV）
- 南町奉行事件帖 怒れ!求馬II 第12話「料理切手は悪の味」（2000年、TBS・C.A.L） - お葉 役
- 女と愛とミステリー（テレビ東京・BSジャパン）
  - 嘱託刑事・小山田昭平「旅路の果て」（2001年） - 斎藤美由紀 役
- 月曜ミステリー劇場（TBS）
  - 早乙女千春の添乗報告書(11)（2001年）
  - 上条麗子の事件推理(2)「死を呼ぶ早期退職者」（2002年） - 寺岡幸枝 役
  - 山村美紗サスペンス 京舞妓殺人事件1（2003年） - 呉服屋「中条」の綾 役
  - ペットシッター沢口華子の事件簿2 「愛犬同伴ホテル温泉におきた連続殺人事件」（2004年） - 山本晴美 役
  - 「110番通信司令官　秋月翔子」（2005年） - 田所久仁子 役
  - 湯の町コンサルタント4「恋しの湯伝説殺人事件」（2006年） - 伊藤正美
- 天罰屋くれない 闇の始末帖 第9話「禁じられた男と女! 15年の陰謀 黒幕の謎」（2003年、ANB・東映）
- 水曜ミステリー9 （TX）
  - 捜査検事・近松茂道5（2005年6月12日） - 野口直子 役
  - さすらい署長 風間昭平4 「とやま地獄谷殺人事件」（2006年） - 中江美和子　役
  - 食い道楽!出張料理人 亀崎源一 「奥尻島〜積丹半島 日本海に消えた殺人者」（2006年） - 橘香織 役
  - 密会の宿5「北鎌倉不倫同窓会殺人事件!」（2006年） - 杉浦るり 役
- 木曜ミステリーシリーズ（テレビ朝日・東映）
  - おみやさん 第5シリーズ 第5話（2006年11月23日） - 及川奈々枝 役
  - 警視庁・捜査一課長　第1作「主婦たちの4億円強奪トリック 血液型を自在に変える少女!?」（2012年） - 竹川麻子 役
- 土曜ワイド劇場（ANB～EX)
  - 「京都マネーゲーム殺人事件・OL3人の株式投資が殺意を招く!」（1989年） - 中村秋子 役
  - 「刑事神崎省吾事件簿　椿の入れ墨をした女」(1992年)
  - 子づくり旅行シリーズ3「湯けむり受胎旅行連続殺人」（1997年） - 真木恵美子 役
  - 西村京太郎トラベルミステリー32「赤い車から消えた女!」（1999年） - 阿部美津江 役
  - 「宗谷海峡に消えた殺人者」（1998年）
  - 法医 歯科学の女3「青いサンゴ礁にナゾの白骨死体!」（1999年） - 南夏樹 役
  - 山村美紗サスペンス 狩矢父娘シリーズ(2)　「京都－札幌雪まつり連続殺人」（2002年） - 野田美奈子 役
  - 天才・神津恭介の殺人推理(2)「ふた組の夫婦のからみ合う殺意!」（2002年） - 佐竹薫 役
  - 法医学教室の事件ファイル(18)（2003年） - 森山怜 役
  - 京都南署鑑識ファイル(1)（2005年） - 二条恵美 役
  - フリー女子アナの殺人リポート(2)「天才女流作家謎の沈黙」（2006年） - 藤村美里 役
  - おとり捜査官・北見志穂(12)「ニセ人妻・連続殺人」（2007年） - 関口尚美 役
  - 温泉若おかみの殺人推理21（2009年10月24日） - 澤田ゆかり 役
  - 天才刑事・野呂盆六(6)「哀しみ館の惨劇」（2011年9月17日） - 浅貝琴女 役
  - 終着駅の牛尾刑事vs事件記者冴子(14) 「悪の器」（2012年12月29日） - 田上映子 役
  - デパート仕掛け人!天王寺珠美の殺人推理(6)「狙われた同窓会! 初恋の人に殺人疑惑?」（2013年7月20日） - 葉山明美 役
  - 検事・朝日奈耀子(14)「500円弁当と同じ味の高級料理!?カリスマシェフ連続殺人を愛妻レシピが解く」（2013年10月26日） - 戸川亜里沙 役
  - 再捜査刑事・片岡悠介(6)（2014年4月26日） - 倉吉玲子 役
  - 女たちの特捜最前線〜警察食堂極秘会議「夫・恋人・上司に殺人容疑!?」（2015年12月19日） - 徳永芳江 役
- 子連れ狼 第3シリーズ 第8話「哀しき一騎討ち！大五郎とほおづきの涙」（2004年、EX・東映） - ぬい 役
- 新・京都迷宮案内（EX）
  - 新春スペシャル（2005年1月）
  - 特別編「死を呼ぶコラム"桜咲く"犯罪に利用された杉浦記者! 京都〜大阪、追跡の果てに」（2005年3月）
- 新・科捜研の女 第6シリーズ File.3「奇妙な遺言状! 猫屋敷DNA殺人事件」（2005年、EX・東映） - 匂坂美代子 役
- 木曜時代劇 慶次郎縁側日記3  （2006年、NHK）
- 幻十郎必殺剣 第3話「大奥から消えた女」（2008年1月、TX・東映） - 美津 役
- DRAMA COMPLEX「松本清張スペシャル・指」（2006年、NTV） - 麗子 役
- 月曜ゴールデン（TBS）
  - 森村誠一サスペンス6「唄」（2006年） - 宮本邦子 役
  - 西村京太郎サスペンス 探偵 左文字進12「凶器の隠し場所〜社長豪邸の密室殺人!」（2008年） - 小寺正子 役
  - 万引きGメン二階堂雪19 カリスマ風水師・死を呼ぶアクセサリー（2010年5月31日） - 宮本幸子 役
  - 上条麗子の事件推理7 死を呼ぶ越中富山の湯（2010年6月14日） - 小西妙子 役
  - 湯けむりバスツアー 桜庭さやかの事件簿3 （2011年4月18日） - 大西律子 役
  - 税務調査官・窓際太郎の事件簿22 （2011年6月27日） - 成瀬久子 役
  - 北海道警察 笑う警官 （2013年7月29日） - 町田早苗 役
  - 警視庁南平班〜七人の刑事〜8（2015年8月3日） - 小倉麻由美 役
- 金曜プレステージ 山村美紗サスペンス・赤い霊柩車21 「灰色の容疑者」（2006年、CX） - 浜村まゆみ 役
- 慶次郎縁側日記 第3シリーズ 第6話（2006年、NHK） - お初 役
- NHK大河ドラマ 篤姫（2008年） - 藤野 役
- その男、副署長〜京都河原町署事件ファイル〜 第2シリーズ 第3話（2008年、EX・東映） - 寺本真理子 役
- 連続テレビ小説 だんだん（2009年） - 堀口孝子 役
- 京都地検の女 第5シリーズ 第5話「暴走する事務官…老舗旅館に潜む罠!!」（2009年5月21日、EX・東映） - 素子 役
- 必殺仕事人2009 第18話「的は婿殿」（2009年5月29日、ABC・松竹） - 富江 役
- 赤かぶ検事京都篇 第3話「祇園小唄殺人事件」（2010年1月17日、TBS・松竹）
- IS〜男でも女でもない性〜 第8話,第9話 (2011年、TX)  - 伊吹由紀 役
- ドラマW 分身（2012年2月、WOWOW）
- 警視庁捜査一課9係 season7 第4話「芝生の殺意」（2012年7月25日、EX・東映） - 小早川貴子 役
- お助け屋☆陣八 第11話（2013年3月21日、YTV） - 田畑久美 役
- その男、意識高い系。 第4話 第5話（2015年3月24日、2015年3月31日、NHK BSプレミアム） - 一条小百合 役

### Webシネマ
- Sea of Dreams Dream1 お母さん役

### 映画
- 夏の秘密（1982年、松竹）
- まんだら屋の良太（1986年、ニューセレクト）
- 極東黒社会（1993年、東映）
- 陽炎2（1996年、松竹）
- 夏風（2002年、ギャガ・コミュニケーションズ）
- ゴジラ×メカゴジラ（2002年、東宝） - 湯原の妻 役[1]
- 裁判員〜選ばれ、そして見えてきたもの（2007年）
- こども食堂にて（2018年） - 幸多の実母 役
- 聖域 組長の最も長い一日（2018年） - 大和組組長大山大悟の妻 役

### オリジナルビデオ
- レディーウェポン女豹（1993年、日活）
- 新・第三の極道4 裏盃の軍団（1997年）
- 黒服伝説（1997年）
- 平成残侠伝 狼が斬る!（1998年、東映ビデオ）
- 難波金融伝ミナミの帝王12「消えない傷跡」(1999年、ケイエスエス)
- 稲川淳二の恐怖物語4（1999年）

### 舞台
- 水戸黄門　(1988年、新歌舞伎座）
- ミュージカル「フェリスのメタモルフォーゼ」　(1988年、劇団MGM）
- 水戸黄門　(1988年、明治座）
- 初夢は一富士二鷹三なすび　(1992年、名鉄ホール）
- 遠山の金さん　(1994年、御園座）
- 嗚呼、冒険王　(1994年、サンシャイン劇場）
- 花のお江戸のかぐや姫　(1994年、明治座）
- おしゃべり伝六・一番手柄　(1995年、明治座）
- 喜劇  珍説大忠臣蔵　(1995年、明治座）
- お命頂戴つかまり候　(1996年、新歌舞伎座）
- 華岡青洲の妻　(1999年、地方公演）
- あ・うん （2006年、新宿シアターモリエール） - 水田たみ役
- ヴェニスの商人? （2007年、アイピット目白） - 神崎有里役
- あした（2008年、紀伊国屋ホール）

### ラジオ
- 真夜中ギンギラ大放送（ラジオ関西）

### CM
- ハウス食品「ハウス・フルーチェ」（1982年）
- ポピー「アラレちゃんシリーズ」（1982年）
- ナショナル「自転車　ランディオーネ」（1983年）
- ヤマサ「うす塩しょうゆ」（1983年 - 1984年）
- 「ファースト・キッチン」（1984年）
- 花王「ファミリー・フレッシュ」（1990年）
- KDDI／沖縄セルラー電話「auまとめトーク・主婦たちの会話篇」（2009年）

## 書籍
- 女優が実践した介護が変わる魔法の声かけ（2014年、飛鳥新社） ISBN 9784864103862

## 写真集
- 北原佐和子・写真集　ヤングジャンプ特別編集BABES（1982年、集英社）雑誌 28176-8/20
- 北原佐和子 写真集　風が誘惑、おとなシーズン・佐和子（1983年、近代映画社）
- 北原佐和子写真集（1988年、近代映画社）　ISBN 4764815141
- TEMPTATION（1990年、ワニブックス）　ISBN 4847021282
- 27ans d´e collage（1992年、ワニブックス）　ISBN 4847022718

## ディスコグラフィー

### シングル
1982年のデビューから1985年までテイチク（Continentalレーベル）よりシングルレコード全10枚発売。
1. マイ・ボーイフレンド（1982年3月19日発売）（作詞：堀川マリ／作曲・編曲：梅垣達志）
（c/w）　恋の交差点
2. スウィート・チェリーパイ（1982年6月25日発売）（作詞：岡田冨美子／作曲：タケカワユキヒデ／編曲：後藤次利）
（c/w）　ステキ・大好き
3. 土曜日のシンデレラ（1982年9月10日発売）（作詞：有川正沙子／作曲：川口真／編曲：萩田光雄）
（c/w）　お・し・え・て
4. モナリザに誘惑（1983年1月21日発売）（作詞：売野雅勇／作曲：芹澤廣明／編曲：萩田光雄）
（c/w）　せつなくて、淋しくて
5. さむい夏（1983年4月21日発売）（作詞：岩里祐穂／作曲：岩里未央／編曲：大谷和夫）
（c/w）　『愛』してDANCE
6. ガラスの世代（1983年8月21日発売）（作詞：岩里祐穂／作曲：岩里未央／編曲：大谷和夫）
（c/w）　秋の恋人たち
7. 夢で逢えたら（1984年1月21日発売）（作詞・作曲：大瀧詠一／編曲：萩田光雄）
（c/w）　恋灯（ムーンライト）
8. 砂に消えた涙（1984年5月21日発売）（作詞：A. Testa／日本語詞：漣健児／作曲：P. Soffici／編曲：萩田光雄）
（c/w）　レモンのキッス
9. 悲しきカレッジ・ボーイ（1984年10月21日発売）（作詞：山川啓介／作曲：岸正之／編曲：萩田光雄）
（c/w）　幻想曲（ファンタジー）ノススメ
10. 予感（1985年3月21日発売）（作詞：Gazebo／日本語詞：遠藤幸三／作曲：P. L. Giombini／編曲：岡田徹）
（c/w）　P.M.8:00
ガゼボ『Lunatic』の日本語カバーの一つ。

### アルバム
1982年のデビューから1984年まで、6枚のアルバムを発売。
1. SAWAKO／TOKIMEKI（1982年4月25日発売）
  - パッとパンジー / 何も知らないくせに / Lovely Loveはレモン色 / Love Loveキャッチボール / 私のシークレット / マイ・ボーイフレンド / ちょっとアドベンチャー / お茶目はダ・メ・ヨ / 恋の交差点 / 恋は2オンス
2. KISS(キッス)（1982年11月21日発売）
  - INTRODUCTION / 土曜日のシンデレラ / 夜空のブランコ / 想い出色の南風 / I LOVE YOUは夢の中 / とびっきりポアポア / スウィート・チェリーパイ / 気づいたらYOU / 昔っぽくLOVEって / お・し・え・て / 秋風の手紙 / 水色のダイアリー
3. ONLY YOU／SAWAKO（1983年6月1日発売）
  - あの娘を妬かせたい / 避暑地のイブ / サスペンスラブ / レモネードの午後 / 0ナンバー/ 愛情コロン / カラーの口紅 / 週末のサーファーガール / モナリザに誘惑 / Off -優しい雨-
4. Dreamin'（1983年11月21日発売）
  - マイ・ボーイフレンド/ BGM・マイ・ボーイフレンド/ スウィート・チェリーパイ / 土曜日のシンデレラ / モナリザに誘惑 / さむい夏 / ガラスの世代 / BGM・水色のダイアリー
5. TWENTY(トゥエンティ)（1984年2月21日発売）
  - ボーイハント / 悲しき足音 / ジョニィ・エンジェル / レモンのキッス / タミー / 夢で逢えたら / 5月のパラソル / 20才(はたち) / 恋灯(ムーンライト) / ウンメイ飛行
6. WITH YOU／SAWAKO 24 HOURS（1984年12月16日発売）
  - A.M.10:00 White morning / P.M.2:00 はやく、そばへ、ゆくわ / P.M.8:00 P.M.8:00 / 0:00 シンデレラ・シンドローム / 午前4時 20才のモノローグ

上記の全アルバムがデジタル・リマスタリング音源でCD化され発売。
1. TOKIMEKI＋KISS（2005年7月21日発売）
2. ONLY YOU＋TWENTY＋ボーナストラック（2005年7月21日発売）
3. Dreamin'＋WITH YOU／SAWAKO 24 HOURS＋ボーナストラック（2005年7月21日発売）

### ベストアルバム
全シングル、A面・B面＋ボーナストラック収録。デジタル・リマスタリング音源。2枚とも収録曲は同じ。
- 80'S カルト・アイドル・キューティーズ・コレクション 北原佐和子・コンプリート・シングルズ（2003年4月23日発売）
- 北原佐和子コンプリート・シングルズ＆モア（2008年8月27日発売）＜廉価版＞

全シングルのA面とアルバムからの6曲、計16曲収録
- 北原佐和子ゴールデン☆ベスト（2012年1月11日発売）